# Natasha Calis
Natasha Calis (Vancouver, 27 marzo 1999) è un'attrice canadese, nota per il ruolo di Emily Brenek nel film The Possession.

## Biografia
Natasha è nata e cresciuta a Vancouver, in Canada. Ha iniziato la sua carriera di attrice all'età di sette anni ed è stata vista sullo schermo con innumerevoli celebrità come James Cromwell, Danny Glover, Josh Lucas, Bruce MacDonald, Julie Benz e recentemente Jeffrey Dean Morgan, Kyra Sedgwick e Matisyahu. 

## Filmografia

### Cinema
- Sharp as Marbles, regia di John Banovich (2008)
- Daydream Nation, regia di Michael Goldbach (2010)
- Donovan's Echo, regia di Jim Cliffe (2011)
- The Possession, regia di Ole Bornedal (2012)
- The Harvest, regia di John McNaughton (2013)
- Advice from a Caterpillar, regia di Rachel Talalay – cortometraggio (2013)
- Finché batte il cuore (Taken Heart), regia di Steven R. Monroe (2017)
- Gong Ju, regia di Jerome Yoo – cortometraggio (2018)

### Televisione
- Un Natale a sorpresa (Christmas caper), regia di David Winkler – film TV (2006)
- Impatto dal cielo (Impact) – miniserie TV, episodi 1x01-1x02 (2009)
- Tenuta in ostaggio (Held Hostage), regia di Christian Bruyère – film TV (2009)
- Alice – miniserie TV, episodi 1x01-1x02 (2009)
- In fuga per mia figlia (Gone), regia di Grant Harvey – film TV (2011)
- Il socio (The Firm) – serie TV, 19 episodi (2012)
- When Calls the Heart, regia di Michael Landon Jr. – film TV (2013)
- Così come sei (Just the Way You Are), regia di Kristoffer Tabori – film TV (2015)
- Detective McLean (Ties That Bind) – serie TV, 10 episodi (2015)
- Supernatural – serie TV, episodio 14x03 (2018)
- The Good Doctor – serie TV, episodio 2x16 (2019)
- Nurses - Nel cuore dell'emergenza (Nurses) – serie TV, 20 episodi (2020-2021)
- SkyMed – serie TV (2022-in corso)

## Doppiaggio
- Emma in Barbie presenta Pollicina
- Lindsay in Barbie e la ricerca dei cuccioli
- Leslie e Masie in Il treno dei dinosauri

## Doppiatrici italiane
Nelle versioni in italiano delle opere in cui ha recitato, Natasha Calis è stata doppiata da:
- Ludovica Bebi in Detective McLean
- Martina Tamburello in Nurses - Nel cuore dell'emergenza
- Federica Simonelli in SkyMed

Da doppiatrice è stata sostituita:
- Tiziana Martello in Barbie e la ricerca dei cuccioli